# 안양상업고등학교
안양상업고등학교는 경기도 안양시 만안구 냉천로에 있는 학력인정 고등학교이다.

## 학교 연혁
- 1967년 4월 안양재건학교 중등부 과정 설립
- 1986년 1월 제일실업고등학교로 인가
- 1999년 3월 학력인정 안양상업고등학교로 교명변경

## 개설 학과
- 상업과

## 학교 특성
- 주간반 (09:00~16:30) 2년제, 3년제
- 야간반 (17:30~21:30) 2년제